# Жекуліна Аделаїда Володимирівна
Аделаїда Володимирівна Жекуліна (до шлюбу Євреїнова, *5 січня 1866 р., Курська губернія, Російська імперія — 25 лютого 1950 р., м. Брюссель, Бельгія) — київська освітянка, громадська діячка, меценатка, піонерка жіночої освіти. Засновниця Київських вищих жіночих курсів, Вечірніх Вищих жіночих курсів Аделаїди Жекуліної та Київської жіночої гімназії.

## Біографія
Народилася 5 січня 1866 в маєтку Борщень Суджанського повіту Курської губернії дев'ятою і останньою дитиною в сім'ї Володимира Івановича Євреїнова та Аделаїди Федорівни Полторацької. Її мати померла після пологів, коли Аделаїді було 10 днів. Немовля взяла на виховання бездітна тітка, заможна поміщиця Орешкова. Подружжя Орешкових подбали про її щасливе дитинство. Вони дуже боялися туберкульозу і для її здоров'я проводили всі зими в Італії, Швейцарії та на півдні Франції. У Петербург зі свого маєтку вони переїхали теж через Аделаїду — там вона вступила до приватної гімназії. Як тоді було прийнято, у дівчинки були бонни-швейцарки і дві гувернантки: француженка і англійка. Бездоганне знання іноземних мов потім неодноразово допомагало їй у житті, а склад характеру дозволяв знаходити і підтримувати корисні зв'язки.
У 17 років вступила в шлюб з Сергієм Івановичем Жекуліним (1855—1906), впливовим поміщиком і предводителем дворянства Суджанського повіту, який цікавився питаннями сучасного життя. Для молодої дружини він побудував у маєтку школу для сільської молоді, де Аделаїда Володимирівна деякий час викладала. У цій діяльності заважала майже безперервна вагітність: від 10 пологів народилося 12 дітей, у тому числі двічі близнючки, які померли в дитячому віці.

## Київський період
Багатодітна сім'я жила в своєму маєтку до революції 1905 року, коли маєток було спалено і сім'я переїхала до Києва. У 1906 році помер чоловік, і молода вдова була змушена шукати не тільки новий сенс життя, але і спосіб заробітку, щоб утримувати сім'ю.
Заснувала в Києві приватну жіночу гімназію і Вищі жіночі курси. Під час Першої світової війни керувала шпиталем, відкрила для біженців кілька шкіл. За її задумом, в будівлі можна було об'єднати всі ланки жіночої освіти: від дитячого садка, підготовчих класів і гімназії до вечірніх курсів. Навчальний заклад швидко здобув широку популярність. Будівля гімназії існує в Києві до сьогоднішніх днів, вона розташована на вул. Січових Стрільців (Артема) 27 (раніше Велика Підвальна 36, пізніше Львівська 27). Сьогодні це школа № 138.
Крім педагогічної діяльності, Аделаїда Жекуліна стала активісткою партії кадетів, а під час Першої світової війни — вступила до Всеросійського Союзу земств і міст (Согор) і на свої гроші влаштувала лікарню для поранених солдатів.
Коли в 1919 році більшовики зайняли Київ, ім'я Аделаїди Жекуліної виявилося в списку до розстрілу. Сім'я була змушена їхати на південь. З Києва матері не вдалося вивезти наймолодшого сина, 19-річного гімназиста Гліба, який був заарештований як заручник і разом з іншими гімназистами-заручниками розстріляний на подвір'ї гімназії. На півдні Аделаїда Володимирівна стала свідком падіння Криму і евакуації. Коли вона покинула батьківщину, їй було 55 років, вона залишала сім могил своїх дітей і старшу дочку Ніну (в першому шлюбі Оболенська, в другому — Корнійчук), яка вирішила не їхати з Москви. З Жекулінського молодого покоління емігрували син Микола та дочки Наталя, Ірина і Віра.

## В еміграції
Опинившись в 1919 році в Константинополі, Аделаїда Жекуліна негайно почала організовувати допомогу дітям і молоді. Разом зі своїми друзями і співробітниками Петром Дмитровичем Долгоруковим і Петром Петровичем Юреневим їй вдалося знайти кошти і відкрити гімназію з гуртожитком і їдальнею для молоді.
Завдяки знайомству з чехом Вацлавом Гірса, колишнім головним лікарем однієї з київських лікарень, який під час війни займав чільне місце в чехословацькому корпусі, а потім був призначений заступником міністра закордонних справ Чехословаччини, їй вдалося включити повний склад учнів Константинопольської гімназії, їх викладачів, вихователів і сімей в Чехословацьку державну акцію допомоги біженцям. У грудні 1920 року з Константинополя виїхали перші транспорти, на початок січня 1921 був здійснений переїзд близько 600 осіб в місто Моравська Тржебова.
Жекуліна недовгий час жила в Розтоках під Прагою, а потім стала однією з перших мешканок Професорського будинку. Завдяки міжнародним контактам і знанню іноземних мов її часто запрошували вивчати шкільну справу за кордоном і брати участь у конференціях. За підтримки Рокфеллерівського фонду вона побувала в США. Про свої поїздки і враження Аделаїда Жекуліна читала доповіді і публікувала статті в різних педагогічних журналах, передусім у «Руській школі за кордоном». Її цікавила практична сторона організації шкільної справи, іноземний досвід вона застосовувала в Празі. Жекуліна сама в школі вже не викладала, але виховала надійних послідовниць, які працювали в російських дитячих садах, на підготовчих курсах і в російських гімназіях.
Аделаїда Жекуліна стала головою Культурно-просвітнього відділу Согор, почесним членом Союзу російських студентів, главою Празького педагогічного бюро, членом редакції журналу «Російська школа за кордоном» і однією з основоположниць Російського педагогічного інституту ім. І. Я. Коменського. Вона також була незмінною головою Товариства піклування про російських дітей. У Хроніці культурної, наукової і громадської життя в Чехословацькій Республіці неодноразово зустрічається її прізвище у зв'язку з виборами керівництва цього товариства: «Головою знову обрано А. В. Жекуліну».
Основну роль зіграла вона і в створенні літніх колоній для дітей, що називалися Жекулінськими. Перша така колонія була організована в 1935 році, а остання в 1944-му.
У 1949 році переїхала в Бельгію до своєї доньки Віри Сергіївни, де і померла 25 лютого 1950 року.